# Jerzy Szot
Jerzy Szot (ur. 1954 w Krakowie) – polski fotograf i fotoreporter.

## Życiorys
Jerzy Szot ukończył studia na Wydziale Geologii Akademii Górniczo-Hutniczej w Krakowie, zaś w latach 2008–2009 Warsztaty Grafiki w Pracowni Wklęsłodruku na Wydziale Grafiki Akademii Sztuk Pięknych w Krakowie. Współpracował jako fotoreporter z miesięcznikiem „List” (1984–1992), „Gazetą Wyborczą” (1993–1998), tygodnikiem „Polityka” (od 2000). Od 1993 był pracownikiem Instytutu Ekspertyz Sądowych w Krakowie. Jest członkiem Międzynarodowego Stowarzyszenia Dziennikarzy, International Federation of Journalists, Agencji Fotograficznej „Forum” (od 2000) oraz Agencji Fotograficznej „Ośrodek Karta” (od 2002).
Nagrody i wyróżnienia
- I nagroda w konkursie „Portret Miasta Krakowa 1993” za reportaż „Kazimierz” (1994)
- I nagroda w konkursie „Portret Miasta Krakowa 1994” za reportaż „Bezdomni” (1995)
- I nagroda Prezydenta Miasta Krakowa w konkursie „Portret Miasta Krakowa 2003” za serię zdjęć „Skrzydlate Stwory” (2004)

Wybrane wystawy
- SHOT the ’80 - fotografia prasowa PRL-u, Galeria LueLue, Kraków, 2015
- Kadrowanie PRL-u (Henryk Hermanowicz, Jerzy Szot), Muzeum PRL-u, Kraków-Nowa Huta, 2014
- Od Solidarności do Wolności (Piotr Dylik, A. Stawiarski, Jerzy Szot), Galeria AGH, Kraków, 2014
- Eurograviure (wystawa grafiki warsztatowej), Galeria Rady Europy, Strasburg, 2010
- Jeden Kraków, 26 lat, 121 fotografii, Muzeum Historii Fotografii, Kraków, 2006
- Lokatorzy Europy, Muzeum Archidiecezjalne w Krakowie, 2004
- Pełna Klata (wystawa fotoreporterów „Gazety Wyborczej”: J. Szot, A. Golec, K. Karolczyk), 1995
- KL Auschwitz-Birkenau (J. Szot, W. Gorgolewski), Centrum Kultury Żydowskiej, Kraków, 1995
- Fotografie 1981 – 90, Galeria Jagiellońska, Kraków, 1990